# Puntioplites waandersi
Puntioplites waandersi és una espècie de peix cipriniforme de la família dels ciprínids.

## Morfologia
Els mascles poden assolir els 50 cm de longitud total.

## Distribució geogràfica
Es troba des d'Indoxina fins a Sumatra i Borneo.